# Maracas
Maracas er et instrument, der stammer fra Mexico. De består af to æggeformede skaller med skaft til at holde om. Indeni er der gryn eller små sten som får dem til at rasle når de slåes frem og tilbage i luften.
Et rytmeæg er et mere moderne instrument, som er udformet lidt som maracas, dog uden håndtaget.